# Je dag is goed
Je dag is goed was een titel die door radio-dj Jeroen van Inkel werd gebruikt voor twee verschillende radioprogramma's.

## Qmusic
Van 1 september 2005 t/m 29 februari 2008 presenteerde Van Inkel het ochtendprogramma Je dag is goed van 6.00 tot 9.00 uur op de Nederlandse radiozender Qmusic. Joost Griffioen was sidekick en vormgever en Hannelore Zwitserlood was nieuwslezer. Arjen Overmaat produceerde het programma een half jaar lang. Per april 2006 werd Overmaat vervangen door Jasper de Vries, die tevens de tweede sidekick werd.
Het programma was de opvolger van Rinkeldekinkel. De typische stijl van Van Inkel kenmerkte het programma, zoals speciale jingles, welke werden gemaakt door Joost Griffioen, deels in samenwerking met jinglebedrijf Reelworld uit de Verenigde Staten. Je dag is goed was een programma met humor, aandacht voor het laatste (opmerkelijke) nieuws, interessante weetjes, nieuws over de sterren, en terugkerende onderdelen verdeeld over de week.
Op 29 februari 2008 zond Q-music de laatste aflevering van Je dag is goed uit. Het programma maakte plaats voor een ochtendprogramma met Ruud de Wild. Van Inkel ging vanaf 10 maart 2008 het middagprogramma maken, Van Inkel in de Middag. Hannelore Zwitserlood stapte over naar de Sky Radio Group. Jasper de Vries ging een ander programma maken op de zender. Inmiddels is hij niet meer werkzaam bij Q-music.

## NPO Radio 5
Vanaf 2 januari 2018 was Van Inkel op werkdagen van 7.00 tot 10.00 uur op NPO Radio 5 te horen. Van Inkel besloot de programmatitel Je dag is goed opnieuw te gebruiken. Hier stopte hij in september 2020 mee.